# Accedomoera melanophthalma
Accedomoera melanophthalma är en kräftdjursart som först beskrevs av Gurjanova 1938.  Accedomoera melanophthalma ingår i släktet Accedomoera och familjen Eusiridae. Inga underarter finns listade i Catalogue of Life.